# Григорије Самојлов
Григорије Иванович Самојлов (рус. Григорий Иванович Самойлов; Таганрог, 8. септембар 1904 — Београд, 15. октобар 1989) био је архитекта и сликар. Спада у ред руских емиграната који су се формирали у Краљевини СХС. Градио је у духу академизма, српско-византијског стила, модернизма и арт декоа. Истакао се не само својим умећем у пројектовању различитих типова грађевина, од монументалних јавних здања до породичних кућа, већ и као аутор неких од најлепших ентеријера београдских палата овог периода. Аутор је бројних дела као што су капела Јована Савића на Новом гробљу, иконостас и ентеријер некада Црква Свете Тројице (сада Саборни храм Христа Спаситеља у Бањој Луци), црква Светог Архангела Гаврила на Топчидерском гробљу (1939), фабрике и виле породице Теокаровић, као и Цркве Рођења Светог Јована у Вучју, Палата пензионог фонда чиновника и служитеља Народне банке Краљевине Југославије (1938) на Теразијама, са биоскопом „Београд“, од 1975. преуређен у Позориште на Теразијама, зграда Машинског и Технолошког факултета.

## Биографија
Рођен је 8. септембра 1904. године у Тангарогу, градићу на обали Азовског мора, у имућној руској, козачкој породици. Средњу сликарску школу, код познате сликарке Серафиме Блонске (рус. Серафима Блонская) учио је упоредо са гимназијом. Крајем Грађанског рата у Русији 1921. године, када му је било 17 година, емигрирао је заједно са оцем у Краљевину СРС. По доласку, отац му је умро, а он је затим школовање наставио у Донској војној школи у Билећи, где је матурирао, после чега је у Београду уписао студије на Архитектонском одсеку Техничког факултета. Дипломирао је 1930. године. За дипломски рад је пројектовао „Југословенски Пантеон“, замишљен као национални споменик, на доминирајућем месту у граду, чија би се силуета назирала из даљине. Рад је представљао пример улоге неовизантијског стила у формирању идентитета југословенске нације, транспоновањем српског националног стила, на све Јужне Словене, при чему је крст на високом средишњем кубету, заменио скулптуром победе, која у рукама држи ловорове венце, а чија крила чине знак крста. Мада пројекат по програму заправо није био замишљен као хришћански храм, у његовој унутрашњости је пројекотван полијелеј и зидани иконостас. Рад се нашао на годишњој изложби, на којој је излагало око четрдесет студената архитектуре и сматрао се за један од најбољих.
Међу прве јавне пројекте у којима је применио елементе неовизантијске архитектуре убраја се конкурсни пројекат за зграду Железничке станице у Скопљу, 1931. године.

### Каријера у међуратном периоду
На почетку је радио као сарадник архитекте Милутина Борисављевића, а касније је постао доцент код професора Александра Дерока на предмету Византијска архитектура. Истовремено је радио и у бироу Александра Ђорђевића, тада признатог архитекте и представника француског академизма. Ђорђевић је Самојлова упослио као сарадника у разради неколико великих пројеката, као што су Београдска берза и Бели двор. Осим тога, зближили су се толико да је Ђорђевић кумовао на венчању Самојлова и Данице Љујић.
Државни испит је положио 1933. године, када је стекао дозволу за самосталан рад. Прво самостално остварење исте године била је зграда на углу Скендербегове и Доситејеве улице у духу модернизма, а једно од најбољих остварења била је вила у Пушкиновој улици (тада Гледстонова улица) на Сењаку (некада у власништву Љубице Раденковић, а сада једна од резиденција америчке амбасаде) у комбинацији средњовековних српско-византијских и романских елемената, за коју је добио награду града Београда, као најбоље архитектонско решење.
Половином 1936. године, када је расписан конкурс за идејно решење иконостаса за бањолучки храм Свете Тројице, као асистент на Архитектонском, одсеку Техничког факултета Београдског универзитета, „сматрао је својом дужношћу да се јави на конкурс“. У септембру исте године додељена му је прва награда, а осим иконостаса дао је решење за полијелеј и столарију. Радови су завршени 1939. године, када је Саборни храм освећен.
На километар од Вучја, уз кањон реке Вучјанке, на месту где се раније налазила средњовековна црква, задужбина Николе Скобаљића, коју су Турци уништили приликом освајања ових крајева и око чијих се рушевина народ вековима окупљао, по идеји виђенијих људи из краја, на челу са Ваном Теокаревић, удовицом првог из лозе Теокаревић пројектовао је цркву Рођења Светог Јована Крститеља (1935—1936 ). Црква саграђена 1938. године, по мишљењу многих представља једно од најзначајнијих и најоригиналнијих остварења новијег српског црквеног градитељства. Освећењу цркве присуствовало је 20.000 људи, а међу присутнима су били: министар правде и изасланик Вардарске бановине. У Лесковцу је пројектовао кућу индустријалца Војводића, један од његових најзначајнијих радова ван Београда.
У Лесковцу је за Мику Мазнића пројектовао и стамбену зграду са апотеком у приземљу.
Цркву Светог Архангела Гаврила у Хумској улици, задужбину брачног пара Радмиле и Милана С. Вукичевића, тадашњег народног посланика, у спомен страдалима у Балканским ратовима и Првом светском рату, на земљишту коју је поклонила општина, пројектовао је у периоду 1937—1939. За овај модеран храм је користио знање из средњевековне Србије и Русије, са великом дозом индивидуалности.
Капитално дело из овог периода, које се доста разликује од свих његових дотадашњих радова је палата бившег пензионог фонда Народне банке на углу Трга Николе Пашића и Теразијам, познатија као Палата биоскопа „Београд“, пројектована 1938, а грађена 1938—1941. Објекат представља синтезу нових и традиционалних облика, а његова монументалност је наглашена у размери објекта и обради фасаде. Грађен је као монументални угаони стамбено-пословни објекат и обједињује два стила: академизам и модернизам. Најпривлачнији део зграде је биоскоп, чији је простор закупио Илија Ђорђевић од Народне банке. За биоскоп је аутор добио и највеће похвале. Мада није дуго радила, у то време је била интересантна и електронска табла изнад благајни, на којој су се означавала продата места. На крају живота, као последњи рад, направио је пројекат преуређења биоскопа у Позориште на Теразијама, које се ту већ налазило. Овај споменик културе има значајну архитектонску и културно-историјску вредност, иако је новом реконструкцијом Самојловљево решење и детаљи измењено до непрепознатљивости, чиме је уништен један од значајних јавних простора међуратног Београда.
Један од његових неизведених пројеката из 1940. године је претеча данашње Београђанке, Палата Теокаровић, дванаестоспратни облакодер, чију је изградњу спречило Шестоаприлске бомбардовање. Почетком 1940. је завршена једна задужбина Луке Ћеловића, петоспратница на углу тадашњих Крунске и Фердинандове, данашња адреса Кнеза Милоша 2.
Једно од његових дела је Вила глумице Марице Поповић у Београду.

### Други светски рат
У Другом светском рату, Немци су га заробили код Сребренице, као официра Краљевине Југославије. Провео је четири године у заробљеништву, најпре у логору Бад Сулци, а затим је, пошто је сломио ногу и био неспособан за рад пребачен је у концентрациони логор Сталаг IX-Ц у Бухенвалду. За потребе православне капеле у логору је 1943. једна од барака преуређена у капелу за коју је одрадио сликарски и дуборезачки део посла. За дрвену конструкцију послужили су храстови прагови од старог железничког колосека. Помагали су му логораши који су се одрицали пакета и следовања у замену за алат који је направљен од челичних отпадака и коњских потковица. На иконостасу је насликао Светог Саву и Христа, коме су руке везане ужадима, али су и раздвојене, што представља тежњу ка ословођењу. После рата, 1945. године иконостас је пренет и постављен у капелу Учитељске школе „Краљица Наталија“, касније је пренет у Патријаршију, а 1953. године је пребачен у Храм Рођења Светог Јована Крститеља, на Централном гробљу. Мада иконостас нема већу уметничку вредност, због своје историје се налази под заштитом државе и Унеска.

### Послератни период
Из заробљеништва се вратио у Београд, где је после рата постао професор и предавао Основе графике и сликарства.
По ослобађању Београда, пошто је совјетска војска заузела просторије некадашњег Руског дома императора Николаја II и претворила га у Дом совјетске културе, одлучено је да се иза портала средишњег хола постави масивни грб СССР–а, уоквирен победничким заставама, а пројектант је био Григорије Самојлов. У то време, од ентеријера је пројектовао и салу за седнице Министарског савета ФНРЈ (1947) у стилу академизма.
Током 1946—1947 више пута га је ангажовало Министарство пошта, како на ентеријерским радовима, тако и на конкурсима за поштанске зграде. Тако су настали пројекат зграде Поште у Охриду (1946), у Новом Саду (1947) и Поште II за Скопље.
Пројекат за радове на унутрашњој реконструкцији и преради зграде САНУ, после ратних разарања у Другом светском рату изведени су 1950, а 1967. изведен је и пројекат Галерије САНУ. Прерадио је унутрашњост старе зграде Генералштаба у улици Кнеза Милоша (1951), дворане и холове Дома ЈНА у Нишу (1953).
Аутор је ликовног решења Ордена ратне заставе, према конкурсу из 1953.
Један од најзначијнијих пројеката у послератном периоду је био Машински факултет у Београду. Идејни пројекат (1955) укључивао је једно од првих решења са великим фасадним сталкеним површинама. Заниљмиво је и решење ентеријера, а посебно прегледност и осветљеност хола који дају утисак као да степениште лебди над танким бетонским стубовима. Зграда је усељена 1960. године. Зграда Југобанке у улици Краља Петра (некада Улица 7. јула) изграђена је 1960. године је прва стаклена зграда у Београду, у којој се огледају фасаде зграда из 19. века.
Учествовао је у реконструкцији Хотела Москва. Аутор је витража на српском стаклу, у ходницима, по мотивима руских бајки, малих прича о путовањима бродовима, нимфама, цвећу, руској цркви, Москви и Кремљу, као и камених мозаика на спратовима, на којима је одсликао обрисе Русије и Москве, великих избегличких путовања и своју нову отаџбину Србију.
За шест деценија урадио је око 180 пројеката. Пензионисао се 1974. године.
Умро је 1989. године у Београду. Сахрањен је на руском некропољу у оквиру Новог гробља у Београду.

### Одликовања
- Орден Светог Саве V реда - одликован за архитектонско решење - Црква Рођења Светог Јована Крститеља (Вучје)[38]